# Club Social y Deportivo Juventud Retalteca
Le Club Social y Deportivo Juventud Retalteca est un club de football du Guatemala fondé en 1951 et basé dans la ville de Retalhuleu.
Le club, surnommé El Equipo del pueblo (L'équipe du peuple) ou encore les Algodoneros (les cotonniers), joue ses matchs à domicile dans l'Estadio Dr. Óscar Monterroso Izaguirre, stade de 8000 places.

## Palmarès
- Coupe du Guatemala : (2)
  - Vainqueur : 1980 et 1985.

## Personnalités du club

### Anciens joueurs
- Edy Cabrera
- Maynor Dávila
- Daniel Pedroza

### Entraîneurs
- Manuel de Jesús Castañeda
- Carlos García Cantarero